# 미쓰비시 A7M
미쓰비시 A7M 렛푸(영어: Mitsubishi A7M; 일본어: 烈風)는 구 일본군 해군의 시제 함상 전투기로 그러먼 F6F 헬캣과 보우트 F4U 콜세어에 대항하는 새로운 함상 전투기로서 고출력 엔진을 장착하여 속도와 무장 방호력 등을 올리면서도 기동성 면에서 우위를 갖는 것을 목표로 했다.

## 같이 보기
- 0식 함상전투기
- 그러먼 F6F 헬캣
- 그루먼 F8F 베어캣
- 가와니시 N1K
- 5식 전투기
- 4식 전투기
- P-51 머스탱
- P-47 선더볼트
- 보우트 F4U 콜세어